# Love Me Love My Dog
Love Me Love My Dog is een single van de Britse zanger Peter Shelley uit 1975.
Het nummer is geschreven door Shelley en Marty Wilde en geproduceerd door Shelley. In de tekst geeft de zanger aan dat hij alleen een relatie aan wil gaan met iemand die ook van zijn hond houdt. De single bereikte de derde plek in de UK Singles Chart en de vierde plek in de Ierse hitlijst. In de Nederlandse hitlijst bleef het nummer steken in de Tipparade.

## Samen een straatje om
Een jaar na Shelleys versie brengt de Nederlandse presentator Rudi Carrell een hertaalde cover uit onder de titel "Samen een straatje om". Deze hertaling schrijft Carrell samen met Fred Koster en het nummer wordt door Will Luikinga geproduceerd. Ariola Records brengt de single uit maar deze weet, ondanks de populariteit van de presentator op dat moment, de Top 40 niet te halen en blijft, net als het origineel, steken in de Tipparade.

### NPO Radio 2 Top 2000
| Nummer met noteringen in de NPO Radio 2 Top 2000 | '99  | '00  |
| ------------------------------------------------ | ---- | ---- |
| Samen een straatje om                            | 1343 | 1469 |

1. ↑  Een vetgedrukt getal geeft de hoogste notering aan.
2. ↑  Deze tabel is bijgewerkt tot en met de laatste editie (2024).